# Pic
Pic (znanstveno ime Diplodus puntazzo) je morska riba iz družine šparov.
Telo te ribe je visoko sploščeno in ovalno ter ima izrazite navpične proge po srebrnkasto-zlatih bokih. Od sorodnega šarga je malo ožji in daljši in ima srednje velike luske. Pic ima izbuljene oči in koničasto glavo, glavni razpoznavni znak pa so usta v obliki ptici podobnega kljunčka. Zaradi šilastih ust, ga Hrvati imenujejo tudi šiljac.
Je priobalna riba, ki živi do globine 20 m in se hrani z raznimi morskimi rastlinami, majhnimi ribicami in mehkužci. Zraste lahko preko 40 cm v dolžino in doseže težo do 2,5 kg.
Živi po celem priobalnem delu Jadrana, najpogosteje tam, kjer je dno kamnito in poraslo z algami. Najdemo ga tudi na peščenem dnu ali tam, kjer je dno poraslo z morsko travo.